# Schloss Kropstädt

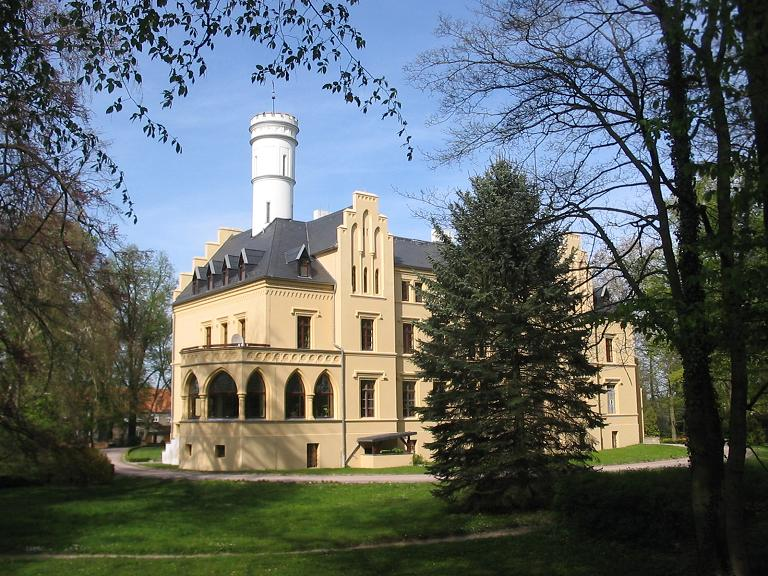
Schloss Kropstädt, 2007

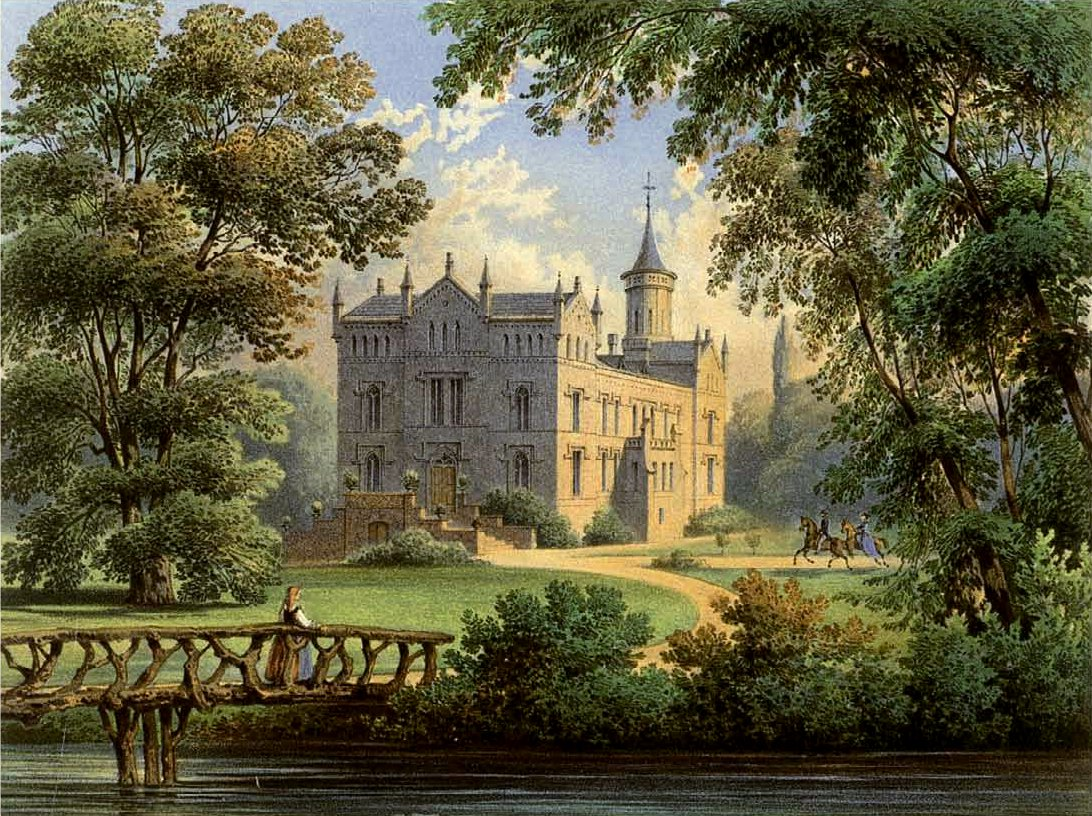
Schloss Kropstädt um 1860/61, Sammlung Alexander Duncker

Das Schloss Kropstädt auch Rittergut Kropstädt in Kropstädt, einem Ortsteil von Lutherstadt Wittenberg in Sachsen-Anhalt. Im örtlichen Denkmalverzeichnis ist das Schloss unter der Erfassungsnummer 094 35361 als Baudenkmal verzeichnet.

## Geschichte
Durch die Herren von Liesnitz entstand 1150 an der Stelle des heutigen Schlosses die Wasserburg Liesnitz. Diese wurde 1358 von Wittenberger Bürgern gestürmt und zerstört.
1567 erfolgte der Neubau des Schlosses durch Moritz von Thümen. Von 1550 bis 1650 wurde das Anwesen als Haus Grobstätt bezeichnet, danach als Haus Kropstädt, bis weit nach 1877.
Eine konstante Entwicklung des Gutsbesitzes tritt mit der Übernahme durch das Adelsgeschlecht von Leipziger ein. Die Familie bildet genealogisch eine eigene kleine Hauslinie Kropstädt heraus. Kurt von Leipziger (1761–1824), verheiratet mit Sophie von Krosigk, ist einer Ahnen. Das alte Schloss wurde 1842 abgebrochen und zwischen 1855 und 1856 durch den damaligen Besitzer Friedrich Adolf Karl von Leipziger (1821–1872) nach Plänen des Berliner Architekten Friedrich Hitzig im englisch-neugotischen Stil neu erbaut. Von 1908 bis 1909 wurde das Schloss erweitert. Die Innenausstattung ging über die Jahre verloren. Auf Gut Kropstädt lebten 1877 gemeldet 96 Einwohner, in der Gemeinde 868 Einwohner. Zum Gutskomplex Kropstädt gehörte auch ein kleines Nebengut in Assau. Das Rittergut Kropstädt mit Rittergut Jahmo besaß 1922 der Kammerherr Karl von Leipzig. Sein Gutsverwalter und Rentmeister war der Major a. D. Roebbelen. Die Gesamtgröße ist beziffert mit 1545 ha. Davon waren 1235 ha Waldbestand. Letzte Gutsbesitzer auf Schloss Kropstädt waren Thesa von Arnim-Kropstädt, geborene von Leipzig-Kropstädt (1879–1932), und nach den Genealogischen Handbüchern des Adels ihr Sohn Karlheinz von Arnim (1904–1965).
1945 wurden die Besitzer des Schlosses enteignet. Durch die Bodenreform in der Sowjetischen Besatzungszone  wurden die Eigentümer enteignet und das Gebäude während der DDR-Zeit bis 1991 als Kinder- und Mutter- und Säuglingsheim genutzt. Nach der Wende wurde das Schloss privatisiert und nach 2001 als Hotel sowie als Standesamt und von einer Bildungseinrichtung genutzt.

## Beschreibung
Das Schloss Kropstädt am südwestlichen Ortsrand ist ein im Kern spätklassizistischer, zweigeschossiger, verputzter Backsteinbau auf Souterrain mit zwei ungleichen Risaliten. An den Schmalseiten und zum Gutshof befinden sich Altane. Das Schloss ist von einem zehn Hektar großen Landschaftspark umgeben, welcher wahrscheinlich 1850 entstand und heute einen wertvollen Baumbestand besitzt.

## Besitzer
- Herren von Lisenitz
- Otto von Düben um 1358
- Moritz von Thümen um 1567
- Otto Wilhelm Graf zu Solms-Sonnenwalde, bis 1737,[9] als Mitinhaber sein Bruder Friedrich Eberhard zu Solms-Sonnenwalde
- Familie von Leipziger 1790
  - Friedrich Wilhelm Curt von Leipziger
- Familie von Arnim bis 1945
- Landkreis Wittenberg bis 1998
- 1997 Koplin und Mertes Besitz GbR
- Jaime Shamis Mezrahi (seit 2019)[10][11]